# 石田順裕
石田 順裕（いしだ のぶひろ、1975年8月18日 - ）は、日本の元プロボクサー。元WBA世界スーパーウェルター級暫定王者。第28代日本スーパーウェルター級王者。第22代OPBF東洋太平洋スーパーウェルター級王者。熊本県玉名郡長洲町出身。
2010年より、芸能に関してはアクアプロモーションに所属し、ファッションモデルを務めたこともある。興國高校、近畿大学卒業。入場曲はTHE BLUE HEARTSの「TRAIN-TRAIN」。
2015年の引退直後に大阪府寝屋川市に大阪・寝屋川石田ボクシングクラブを設立し2016年にプロ加盟、会長職を務め後進の指導に当たっている。

## 来歴

### アマチュア
熊本県玉名郡長洲町で生まれたが、生後間もなく大阪府寝屋川市に引っ越し、寝屋川市立北小学校に通学していた6歳の時から大阪帝拳ジムに通いボクシングを始める。興國高校3年の1993年、高校選抜ライト級で優勝。近畿大学時代はボクシング部で主将を務め、1997年になみはや国体ライト級成年の部2位になるなどの活躍をしたが、当初はプロにならず児童福祉施設職員となって社会福祉主事の資格も取得した。翌1998年には施設利用者から勧められ、ブランクがありながらも社会人選手権ライトミドル級に出場し優勝を収めた。1999年、全日本選手権ライトミドル級3位となりプロへ転向した。

### プロ

#### スーパーウェルター級
2000年5月20日、アマチュアエリートとして6回戦でプロデビューし、判定勝利を収めた。
2001年3月1日、OPBF東洋太平洋スーパーウェルター級王者宗国烈を11R負傷判定で下し、デビューから6戦全勝で同王座を獲得した。
2001年5月13日、OPBF東洋太平洋スーパーウェルター級暫定王者竹地盛治との統一戦に判定で初黒星を喫すると同時に王座陥落した。
2001年9月24日、横浜アリーナで行なわれた徳山昌守の世界戦の前座で、日本スーパーウェルター級王者河合丈矢と対戦したが、判定負けで獲得ならず。その後1勝1分となった。
2002年6月20日、OPBF東洋太平洋スーパーウェルター級王者のネイダー・ハムダンと対戦するも判定で敗れ獲得ならず。
2002年10月10日、河合が眼筋麻痺の手術のために設けられた日本スーパーウェルター級暫定王座決定戦をクレイジー・キムと争うも判定負けで戴冠ならず。その後、板垣俊彦や大東旭に勝利を収めた。
2004年6月14日、日本スーパーウェルター級王者クレイジー・キムと再戦。前半はアウトボクシングでペースを掴んだが、6回にキムの右フックを受けてダウンを喫すると主導権を奪われ、94-96、95-96、94-95の僅差判定負けを喫して王座獲得はならなかった。
2005年11月19日、ミスターXとして出場したB:Tight!スーパーウェルター級で永瀬輝男らを下し優勝を果たした。
2006年12月2日、キムの王座返上により行なわれた日本スーパーウェルター級王座決定戦で松元慎介を破り同王座を獲得した。
2度防衛後の2008年7月18日、WBA世界スーパーウェルター級王座挑戦に備え、日本王座を返上した。
2008年9月22日、大阪府立体育会館でWBA世界スーパーウェルター級挑戦者決定戦をWBA世界スーパーウェルター級9位としてWBA世界スーパーウェルター級8位のマルコ・アベンダーニョ（ベネズエラ）と行ない、2-1の12R判定勝利を収めて挑戦権を獲得した。
2009年8月30日、世界初挑戦。大阪府立体育会館で行なわれたWBA世界スーパーウェルター級暫定王座決定戦に出場。アベンダーニョと再戦し、3-0（119-109、118-110、117-111）の判定勝ちで王座獲得。34歳での世界王座獲得は日本歴代2位の年長記録となった。
2009年12月29日、大阪府立体育会館でWBA世界スーパーウェルター級15位のオネイ・バルデス（コロンビア）と対戦し、3-0（119-108、118-109、117-110）の判定勝利で初防衛に成功した。なお、この試合は暫定世界戦として極めて異例ながらノンタイトル戦（高校の後輩でもある井岡一翔の世界前哨戦）の前座として行なわれた。
2010年9月10日、WBA世界スーパーウェルター級暫定王者に据え置かれていた石田は同年10月2日にWBA世界スーパーウェルター級9位のリゴベルト・アルバレス（メキシコ）と暫定王座2度目の防衛戦を予定していたが、WBAは防衛戦と認めず指名挑戦者であるWBA世界スーパーウェルター級3位のオースティン・トラウト（アメリカ）との間で王座決定戦を行うことと、この一戦の勝者はホルヘ・リナレスの兄でWBA世界スーパーウェルター級6位のネルソン・リナレス（ベネズエラ）と90日以内に対戦するよう指示した。しかし、同月24日にトラウト陣営が１試合待つことに同意したため石田－トラウト戦は中止となり、同年10月9日にアルバレスとWBA世界スーパーウェルター級王座決定戦を行うこととなった。
2010年10月9日、メキシコ・ナヤリット州・テピクのメソン・デ・ロス・デポルテスにて、WBA世界スーパーウェルター級9位のリゴベルト・アルバレス（メキシコ）とWBA世界スーパーウェルター級王座決定戦を行い、1-2（114-113、113-114、112-115）の判定負けを喫し正規王座獲得(記録上は2度目の防衛)に失敗し暫定王座から陥落、石田が約1年1ヵ月保持していたWBA世界スーパーウェルター級暫定王座も消滅した。なお、この試合は海外では正規王座決定戦ではなく、石田の暫定王座の2度目の防衛戦として紹介され、アルバレスは暫定王者に記録されている。
2011年、サウル・アルバレスを擁するプロモート会社カネロ・プロモーションズと3試合契約した。

#### ミドル級
2011年4月9日、アメリカ・ネバダ州・ラスベガスのMGMグランド・ガーデン・アリーナにてマルコス・マイダナvsエリック・モラレスの前座で、WBO世界ミドル級4位で27戦全勝（24KO）のジェームス・カークランド（アメリカ）と対戦。試合前のオッズでは17対1という圧倒的不利の下馬評だったが、初回に3度ダウンを奪い、大番狂わせの1分52秒TKO勝利で再起を飾り、一躍脚光を浴びた。また、米国で地上波中継が途絶えていたこの時期、最も権威あるボクシング中継局とされてきたHBOがペイ・パー・ビュー生中継する興行での勝利は日本人史上初。番組進行役のジム・ランプリーは1990年にジェームス・ダグラスがマイク・タイソンを下した試合を超える番狂わせだと言い、この試合は『リングマガジン』と『スポーツ・イラストレイテッド』のアップセット・オブ・ザ・イヤーを受賞した。
2011年10月4日、金沢ジムからグリーンツダジムへ移籍。
2011年11月26日、メキシコ・メキシコシティでエディソン・エスピノサ（メキシコ）と対戦し、初回2分58秒TKO勝利を収めた。
2012年2月18日、アメリカ・テキサス州・コーパスクリスティにて、HBOに次ぐボクシング中継局であるショウタイムが生中継する興行のメインイベントとして行われたWBCインターナショナルスーパーウェルター級シルバー王座決定戦で、元世界2階級制覇王者ポール・ウィリアムス（アメリカ）と対戦するも、0-3（3者とも108-120）の判定負けを喫した。
その後、史上最多タイ記録の世界6階級制覇王者のオスカー・デ・ラ・ホーヤが社長を務めるゴールデンボーイ・プロモーションズと3試合契約をした。
2012年5月1日にロシア・モスクワのクリタツコエ・スポーツ・パレスでWBO世界ミドル級タイトルマッチとして、WBO世界ミドル級王者ディミトリー・ピログ（ロシア）との対戦が決定。しかし、日本ボクシングコミッション（JBC）がこの時点ではIBF・WBOに加盟していなかったことから4月27日付で引退届を提出。JBCから離れて活動することとなった。翌日のブログでは「今まで私を育てて、保護してくれたJBCには深く感謝いたします」としている。試合は王者に対して決定的なダメージを与えることができぬまま0-3（111-117、109-119、108-120）の判定負けを喫した。
2012年6月には長年痛みを抱えてきた左肘を手術して次戦に備えたが、この後も対戦オファーが来ては契約に至らずに消滅することの繰り返しで、石田はゴールデンボーイ・プロモーションズとの最低ファイトマネー5万ドルという契約を一旦破棄し、国外のマネージャーを通じてボブ・アラムのトップランク社やクリチコ兄弟のK2プロモーションズと幅を持たせて交渉を進めた。ロサンゼルスを拠点にピーター・クイリンらとのスパーリングなどの練習を重ね、試合の決定を待ったが、2012年11月の次男誕生を機に一時日本に戻った。この間、ゴールデンボーイ経由でオファーのあったダニエル・ジェイコブスとの対戦は実現しなかったが、K2プロモーションズが他社と共催する興行の中で、WBA世界ミドル級王者ゲンナジー・ゴロフキンに挑戦することが決定。2013年3月30日にモナコ・モンテカルロで対戦することになった。
2013年2月7日、ゴロフキン戦を正式発表。グリーンツダジムのマネージャー・本石昌也が、海外を拠点とするフリーの選手の個人マネージャーとして会見に同席した。これまで「筋を通して」必要な手続きをとってきたため、この時点では石田はJBCのライセンスを認められていなかったが、石田には「最後は日本で試合がしたい」との強い希望があった。本石は、JBCがWBO・IBFを認可する方向に向かっていたことを受け、石田のJBCライセンス再交付を申請することを決めた。認可されれば、元々は4月14日開催の同ジム興行に出場させることを希望していたが、この過程でモナコでの世界戦のオファーがあったため、改めて3月30日までにライセンスが再交付されることを希望して申請に向けた協議中であることを説明した。
石田にはこれまで慌ただしく決まった国外での試合と比べれば十分な準備期間が与えられており、ライセンス再交付申請に必要な全ての書類を予め用意して本石に託すと、この会見翌日には練習拠点のロサンゼルスに戻った。この会見までにプロ転向の意思を表明していた村田諒太について記者の質問が及ぶと、アマチュア経験のある石田は村田の金メダル獲得が「どれだけすごいことかわかっている」とした上で、世界ミドル級王座を奪取して凱旋し、村田のプロ転向が決まるようであればデビュー戦でタイトルを懸けずに対戦したいと本石とともに答えた。2月18日、JBCはWBO・IBFに4月1日付で加盟し、両団体の世界戦を承認することを発表。専務理事の秋山弘志は「ちゃんと手続きを踏んで辞めた人に対しては、申請があれば資格審査委員会で協議する」と言明した。グリーンツダジムは3月1日に石田のライセンス再交付を申請。3月15日付で認可され、同ジムへの復帰が決まった。
2013年3月30日、WBA・IBO世界ミドル級王者ゲンナジー・ゴロフキンと対戦。1回から打ち合ったものの左ジャブを浴び、2回には守勢となり、3回に右フックを受けてダウンを喫するとレフェリーが試合を止め、3回2分20秒TKO負けを喫した。試合後は「相手が強すぎた。距離の取り方がめちゃくちゃうまかった」「悔しいが、KO負けでさっぱりしている」と話した。
2013年8月4日、松下IMPホールにてインドネシア・ミドル級1位のエリー・パンガリブアンとノンタイトル10回戦を行い、2回1分KO勝ちを収めた。この復帰戦は国外を拠点としてきた石田にとって約3年8か月ぶりの日本での試合となった。開催の記者発表で、あらためて村田との対戦意思を表明。試合後のリングでは「勝つ自信もあるし、ぜひ戦っていただきたい」とアピールした。

#### ヘビー級
2013年12月16日付でヘビー級に転向した。まだヘビー級での実績がないため、JBCは石田の日本ヘビー級ランカー入りを保留にした。
2014年1月11日、後楽園ホールにて大和藤中を相手に「ヘビー級査定公開スパーリング」を行い、ミドル級で2度の世界王座挑戦を経験した元WBA世界スーパーウェルター級暫定王者の老獪なボクシングを披露した。石田は3分3ラウンドのスパーリング終了後に「まだ動きが悪く、スタミナにも問題があった」と振り返ったが、一部の報道で「初回、石田が大和の強烈な左フックを浴びて一瞬ヒヤリとした」などとされたことに対しては、クリーンヒットしていないと主張。しかし、同月28日に開かれたランキング委員会で石田の日本ヘビー級ランカー入りが見送られたため、同年4月30日に後楽園ホールで日本ヘビー級王者藤本京太郎とヘビー級ノンタイトル8回戦を行い、3Rには右ストレートで藤本をぐらつかせる場面もあったが、0-3（2者が75-77、76-77）の判定負けを喫した。この試合の内容が認められ、JBCは5月29日に石田を日本ヘビー級2位にランクインした。
2014年9月14日、UBOクルーザー級王者・ダビド・ラデフ（フランス）と大阪のボディメーカーコロシアム第2競技場でヘビー級8回戦を行い、3-0（78-74、78-74、78-73）の判定勝ちを収め復帰戦を勝利で飾った。試合後、改めて日本ヘビー級王者藤本京太郎との再戦を要請した。
2014年12月27日、大阪市立住吉区民センターで日本ヘビー級2位の竹原虎辰と対戦し、竹原の4回終了時棄権によりノンタイトル8回戦を制した。
2015年4月30日、後楽園ホールで日本ヘビー級王者藤本京太郎と1年ぶりに再戦し、1-2（94-96、95-96、96-95）の判定負けを喫し王座獲得に失敗した。
2015年6月19日、大阪市東成区のグリーンツダボクシングクラブで現役引退を発表した。
2015年8月2日、大阪府立体育会館で引退興行を行い、クレイジー・キムとのスパーリングを披露し、「6歳からボクシングを始めて30年以上になります。長い間応援ありがとうございました。」と挨拶し、「今日は泣くと思っていましたが、泣く以上に第2の人生が楽しみです。」と語り、笑顔でリングを去った。

## 戦績
- アマチュアボクシング：114戦99勝（48KO・RSC）15敗[1]
- プロボクシング：40戦27勝（11KO）11敗2分

| 戦           | 日付           | 勝敗 | 時間     | 内容        | 対戦相手                       | 国籍           | 備考                                                        |
| ------------ | -------------- | ---- | -------- | ----------- | ------------------------------ | -------------- | ----------------------------------------------------------- |
| 1            | 2000年5月20日  | ☆    | 6R       | 判定3-0     | 小幡広章（姫路木下）           | 日本           | プロデビュー戦                                              |
| 2            | 2000年7月2日   | ☆    | 6R       | 判定3-0     | ナカムラ・エイジ（大阪帝拳）   | 日本           |                                                             |
| 3            | 2000年8月27日  | ☆    | 8R       | 判定3-0     | ハリス・プジョノ               | インドネシア   |                                                             |
| 4            | 2000年10月2日  | ☆    | 2R 2:03  | KO          | タタ・レガツナ                 | フィリピン     |                                                             |
| 5            | 2000年12月12日 | ☆    | 2R 0:59  | KO          | ボーイ・ニトュダ               | フィリピン     |                                                             |
| 6            | 2001年3月1日   | ☆    | 11R 2:11 | 負傷判定2-0 | 宗国烈                         | 韓国           | OPBF東洋太平洋スーパーウェルター級タイトルマッチ            |
| 7            | 2001年5月13日  | ★    | 12R      | 判定0-3     | 竹地盛治（中外）               | 日本           | OPBF東洋太平洋スーパーウェルター級王座統一戦 OPBF王座陥落   |
| 8            | 2001年9月24日  | ★    | 10R      | 判定0-2     | 河合丈矢（オーキッドカワイ）   | 日本           | 日本スーパーウェルター級タイトルマッチ                      |
| 9            | 2001年12月3日  | △    | 10R      | 判定1-1     | ケビン・ケリー                 | オーストラリア |                                                             |
| 10           | 2002年3月1日   | ☆    | 5R 1:04  | KO          | ムーホーディ                   | インドネシア   |                                                             |
| 11           | 2002年6月20日  | ★    | 12R      | 判定0-3     | ネイダー・ハムダン             | オーストラリア | OPBF東洋太平洋スーパーウェルター級タイトルマッチ            |
| 12           | 2002年10月10日 | ★    | 10R      | 判定0-3     | 金山俊治（ヨネクラ）           | 日本           | 日本スーパーウェルター級暫定王座決定戦                      |
| 13           | 2003年4月14日  | ☆    | 2R 1:02  | TKO         | 浅野成（関博之）               | 日本           |                                                             |
| 14           | 2003年7月9日   | ☆    | 8R       | 判定3-0     | 板垣俊彦（木更津グリーンベイ） | 日本           |                                                             |
| 15           | 2003年9月26日  | ☆    | 10R      | 判定3-0     | 大東旭（大鵬）                 | 日本           |                                                             |
| 16           | 2004年4月23日  | ☆    | 8R       | 判定2-0     | 松元慎介（進光）               | 日本           |                                                             |
| 17           | 2004年6月14日  | ★    | 10R      | 判定0-3     | クレイジー・キム（ヨネクラ）   | 日本           | 日本スーパーウェルター級タイトルマッチ                      |
| 18           | 2004年12月22日 | ☆    | 10R      | 判定3-0     | 野中悠樹（尼崎）               | 日本           |                                                             |
| 19           | 2005年5月7日   | ☆    | 4R       | 判定3-0     | 永瀬輝男（ヨネクラ）           | 日本           |                                                             |
| 20           | 2005年8月20日  | ☆    | 4R       | 判定3-0     | 渡辺浩三（斉田）               | 日本           |                                                             |
| 21           | 2005年11月19日 | △    | 4R       | 判定1-0     | 松橋拓二（帝拳）               | 日本           | 第2回B:Tight!スーパーウェルター級決勝                       |
| 22           | 2006年6月11日  | ☆    | 4R 2:39  | KO          | 鄭亨源                         | 韓国           |                                                             |
| 23           | 2006年12月2日  | ☆    | 10R      | 判定2-0     | 松元慎介（進光）               | 日本           | 日本スーパーウェルター級王座決定戦                          |
| 24           | 2007年4月5日   | ☆    | 6R 1:39  | TKO         | 川崎タツキ（草加有沢）         | 日本           | 日本王座防衛1                                               |
| 25           | 2007年10月6日  | ☆    | 10R      | 判定3-0     | ハビエル・ママニ               | アルゼンチン   |                                                             |
| 26           | 2008年4月2日   | ☆    | 6R 1:41  | TKO         | 川崎タツキ（草加有沢）         | 日本           | 日本王座防衛2                                               |
| 27           | 2008年9月22日  | ☆    | 12R      | 判定2-1     | マルコ・アベンダーニョ         | ベネズエラ     | WBA世界スーパーウェルター級挑戦者決定戦                     |
| 28           | 2009年8月30日  | ☆    | 12R      | 判定3-0     | マルコ・アベンダーニョ         | ベネズエラ     | WBA世界スーパーウェルター級暫定王座決定戦                   |
| 29           | 2009年12月29日 | ☆    | 12R      | 判定3-0     | オネイ・バルデス               | コロンビア     | WBA防衛1                                                    |
| 30           | 2010年10月9日  | ★    | 12R      | 判定1-2     | リゴベルト・アルバレス         | メキシコ       | WBA世界スーパーウェルター級王座決定戦                       |
| 31           | 2011年4月9日   | ☆    | 1R 1:52  | TKO         | ジェームス・カークランド       | アメリカ合衆国 |                                                             |
| 32           | 2011年11月26日 | ☆    | 1R 2:58  | TKO         | エディソン・エスピノサ         | メキシコ       |                                                             |
| 33           | 2012年2月18日  | ★    | 12R      | 判定0-3     | ポール・ウィリアムス           | アメリカ合衆国 | WBCインターナショナルスーパーウェルター級シルバー王座決定戦 |
| 34           | 2012年5月1日   | ★    | 12R      | 判定0-3     | ディミトリー・ピログ           | ロシア         | WBO世界ミドル級タイトルマッチ                               |
| 35           | 2013年3月30日  | ★    | 3R 2:20  | KO          | ゲンナジー・ゴロフキン         | カザフスタン   | WBA世界ミドル級タイトルマッチ                               |
| 36           | 2013年8月4日   | ☆    | 2R 1:00  | KO          | エリー・パンガリブアン         | インドネシア   |                                                             |
| 37           | 2014年4月30日  | ★    | 8R       | 判定0-3     | 藤本京太郎（角海老宝石）       | 日本           |                                                             |
| 38           | 2014年9月14日  | ☆    | 8R       | 判定3-0     | ダビド・ラデフ                 | フランス       |                                                             |
| 39           | 2014年12月27日 | ☆    | 4R 終了  | TKO         | 竹原虎辰（緑）                 | 日本           |                                                             |
| 40           | 2015年4月30日  | ★    | 10R      | 判定1-2     | 藤本京太郎（角海老宝石）       | 日本           | 日本ヘビー級タイトルマッチ                                  |
| テンプレート |                |      |          |             |                                |                |                                                             |

## 獲得タイトル

### アマチュア
- 第4回高校選抜ライト級優勝
- 第50回全日本社会人選手権ライトミドル級優勝

### プロ
- 第2回B:Tight!スーパーウェルター級優勝
- 第22代OPBF東洋太平洋スーパーウェルター級王座（防衛0）
- 第28代日本スーパーウェルター級王座（防衛2＝返上）
- WBA世界スーパーウェルター級暫定王座（防衛1）

## 主な受賞歴
- 2011年度 リングマガジン アップセット・オブ・ザ・イヤー[21]
- 2011年度 スポーツ・イラストレイテッド アップセット・オブ・ザ・イヤー[22]

### 映像資料
1. ↑  HBO Boxing: 2 Days - Portrait Of A Fighter - James Kirkland (石田戦までの2日間を追ったカークランドのドキュメンタリー番組) (英語). HBO公式YouTubeチャンネル. 8 March 2012.  石田対カークランド 8:04. 2012年6月16日閲覧。
2. ↑  Kirkland vs Ishida, MGM Grand, Las Vegas, April 9th, 2011 (試合全容). 会場観戦者によるYouTube動画. 14 April 2011. 2012年6月16日閲覧。
3. 1 2 3  石田順裕×ゴロフキン　記者会見 (会見の様子). 長田靖史によるYouTube動画. 7 February 2013. 2013年2月10日閲覧。
4. ↑  Gennady GGG Golovkin vs. Nobuhiro Ishida, Fight Night (ドキュメンタリー映像). GGG Promotions公式YouTubeチャンネル. 1 April 2013.  ゴロフキン対石田 0:55. 2013年5月11日閲覧。